# Возвращение троих пьяниц
«Возвращение троих пьяниц» (яп. 帰って来たヨッパライ) — кинофильм режиссёра Нагисы Осимы, вышедший на экраны в 1968 году.

## Сюжет
Трое бесшабашных студентов приходят на пляж, чтобы искупаться. Пока они занимаются этим, кто-то забирает одежду двух из них, оставив им свою. Без задней мысли студенты надевают эти одеяния и продолжают прогулку, однако вскоре обнаруживают, что вся местная полиция охотится за ними: их приняли за корейских иммигрантов, приплывших в Японию нелегально. Дойдя до бани, студенты переодеваются в найденную там одежду посетителей, однако при выходе из заведения они встречают тех самых корейцев: один из них оказался капралом корейской армии, сбежавшим от отправки во Вьетнам, а второй — студентом, которому была нужна помощь, чтобы добраться до островов. Корейцы заставляют героев вновь надеть свою одежду и затем пытаются их убить, однако молодым японцам удается улизнуть. По мере развития событий студенты всё больше начинают чувствовать себя корейцами, оказавшимися в негостеприимной Японии…

## В ролях
- Кадзухико Като — «Большой»
- Осаму Китаяма — «Маленький»
- Норихико Хасида — «Самый маленький»
- Кэй Сато — капрал Чхонил
- Чха Дейдан — Ким Фуа
- Фумио Ватанабэ — Докумуси
- Мако Мидори — Нетан
- Тайдзи Тонояма — старик